# Jean-Claude Misac
Jean-Claude Misac est un coureur cycliste professionnel français, né le 27 octobre 1948 à Ville-sur-Terre, dans l'Aube, et mort d'un malaise cardiaque pendant une séance d'entraînement près de Bar-sur-Aube, le 10 septembre 1975, alors qu'il n'avait pas encore fêté ses vingt-sept ans.

## Biographie
Jean-Claude Misac est professionnel de 1973 à 1975. 
Au cours de sa carrière professionnelle, il est membre de l'équipe de France qui participe aux championnats du monde à Montréal en 1974. Il joue à cette occasion un rôle d’équipier auprès de Bernard Thévenet, Raymond Poulidor et Mariano Martinez.
Il participe également au Tour de France en 1974 et en 1975. Au terme de l'édition de 1975, il se voit attribuer un prix original mis en compétition par la chaîne TF1 au titre du coureur le plus souvent apparu sur l'écran en fin d'étape.
Il meurt à l’âge de vingt-six ans en septembre 1975.

## Palmarès

### Palmarès amateur
- 1971
  - 1re étape du Tour Nivernais Morvan
  - 3e étape des Deux Jours de Carignan
  - Grand Prix des Foires d'Orval
  - 2e du Prix de La Charité-sur-Loire
  - 3e des Deux Jours de Carignan
- 1972
  - Tour de la Haute-Marne
  - Flèche d'or (avec Christian Poissenot)
  - Grand Prix des Foires d'Orval

### Palmarès professionnel
- 1974
  - 2e de la Route nivernaise
- 1975
  - 3ea étape du Circuit de la Sarthe
  - 3e du Circuit de la Sarthe

## Résultats sur les grands tours

### Tour de France
2 participations
- 1974 : 47e
- 1975 : 65e